# 32e corps d'armée (Union soviétique)
Pour les articles homonymes, voir 32e corps d'armée.

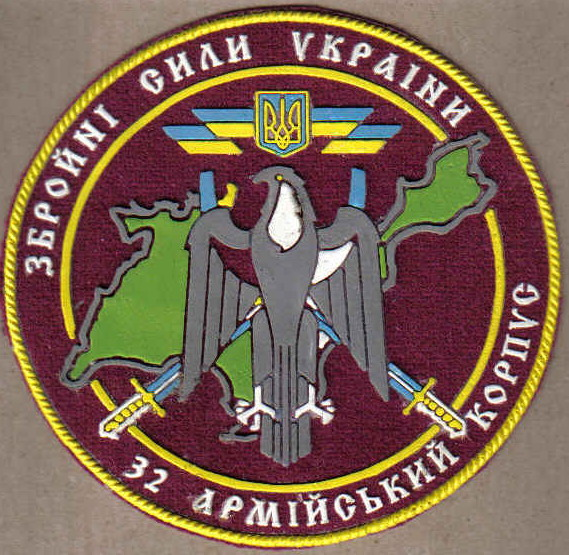
Insigne du 32ème corps d'armée ukrainien.

Le 32e corps d'armée (russe : 32-й армейский корпус, ukrainien : 32-й армійський корпус) est une grande unité militaire soviétique puis ukrainienne. Formé en 1967 à Simferopol, le corps est dissous en 2003.

## Historique

### Union soviétique
Le corps est créé par ordre du 14 février 1967, sa formation se terminant le 1er octobre. Avec son état-major à Simferopol, le corps fait partie du district militaire d'Odessa et regroupe les unités soviétiques en Crimée, en remplacement du 45e corps d'armée envoyé en Extrême-Orient soviétique.
Le corps est initialement constitué des 52e (ru) et 126e divisions de fusiliers motorisés, respectivement à Kertch et Simferopol. En 1969, la 52e division est remplacée par la 157e division de fusiliers motorisés (en). Le corps est également renforcé en 1980 par la 159e division de fusiliers motorisés (une unité cadre) à Sovietski. Dans les années 1980, l'artillerie est constituée de la 301e brigade d'artillerie, de la 438e brigade de missiles et de la 447e brigade de missiles antiaériens.
Le 1er décembre 1987, les 157e et 159e divisions deviennent respectivement les 710e et 711e centres d'entraînement. Ce dernier est dissout le 1er juillet 1989 tandis que le 710e centre devient le 1er septembre 1989 la 5378e base de stockage d'armes et d'équipements. 
Après le retrait des forces soviétiques de Hongrie, la 13e division de chars de la Garde (en) arrive à Sovietski au second semestre 1989 pour y être dissoute tandis que la 55e brigade de missiles antiaériens prend la place de la 447e brigade dissoute,. En janvier 1990, la 126e division et la 301e brigade d'artillerie sont rattachées à la flotte de la mer Noire et le corps est réduit à un effectif squelettique.

### Ukraine
Le corps devient ukrainien en 1992 et passe en 2003 sous le contrôle de la Marine ukrainienne.